# While We're Young
Pour plus de détails, voir Fiche technique et Distribution.
While We're Young est une comédie dramatique américaine réalisée par Noah Baumbach et sortie en 2014.

## Synopsis
Josh et Cornelia Srebnick, la quarantaine, sont mariés et heureux en ménage. Ils n'ont pas réussi à avoir d'enfants mais s'en accommodent. Alors que Josh s'acharne sur le montage de son nouveau documentaire, il devient évident que l'inspiration n'est pas au rendez-vous. Il lui manque quelque chose… La rencontre de Jamie et Darby, un jeune couple aussi libre que spontané, apporte à Josh une bouffée d'oxygène et ouvre une porte vers le passé et la jeunesse qu'il aurait aimé avoir. Rapidement, Josh et Cornelia délaissent les amis de leur âge pour fréquenter ces jeunes cools, branchés et désinhibés… Josh avoue à Jamie qu'avant de le connaître, il n'éprouvait plus que nostalgie et dédain. Cette relation entre deux couples ayant vingt ans d'écart peut-elle apporter un autre souffle ?

## Fiche technique
- Titre : While We're Young
- Réalisation : Noah Baumbach
- Scénario : Noah Baumbach, d'après la pièce de théâtre Solness le constructeur de Henrik Ibsen
- Photographie : Sam Levy
- Montage : Jennifer Lame
- Décors : Adam Stockhausen et Kris Moran
- Costumes : Ann Roth
- Son : Christof Gebert
- Musique : James Murphy
- Production : Noah Baumbach, Scott Rudin, Lila Yacoub et Eli Bush
  - Production associée : Catherine Farrell et Jason Sack
- Société de production : Scott Rudin Productions
- Sociétés de distribution : Mars Distribution (France) et A24 Films (États-Unis)
- Pays d'origine :  États-Unis
- Langue originale : anglais
- Genre : Comédie dramatique
- Durée : 97 minutes
- Dates de sortie :
  - Canada : 6 septembre 2014
  - États-Unis : 25 mars 2015
  - Royaume-Uni : 3 avril 2015
  - Belgique : 24 juin 2015
  - France : 22 juillet 2015

## Distribution
- Ben Stiller (VFB : Michelangelo Marchese ; VQ : Alain Zouvi) : Josh Srebnick
- Naomi Watts (VFB : Valérie Muzzi ; VQ : Pascale Montreuil) : Cornelia Srebnick
- Adam Driver (VFB : Pierre Lognay ; VQ : Nicholas Savard L'Herbier) : Jamie
- Amanda Seyfried (VFB : Mélanie Dermont) : Darby
- Adam Horovitz (VFB : Erwin Grünspan ; VQ : Jean-Jacques Lamothe) : Fletcher
- Maria Dizzia (VFB : Séverine Cayron ; VQ : Isabelle Leyrolles) : Marina
- Matthew Maher (en) (VFB : Michel Hinderyckx) : Tim
- Brady Corbet (VFB : Philippe Allard) : Kent
- Charles Grodin (VQ : Vincent Davy) : Leslie Breitbart
- Dree Hemingway : Tipper
- James Saito : Dr Nagato
- Peter Yarrow : Ira Mandelstam
- Ryan Serhant (VFB : Sébastien Hébrant) : Hedge Fund Dave

Source et légende : version en français (VFB) selon le carton du doublage sur le DVD zone 2.

## Autour du film
- Une erreur de traduction fait dire à Josh à plusieurs reprises qu'il souffre d'arthrite alors qu'il s'agit en réalité d'arthrose (arthritis en anglais). De plus, à la suite de ce diagnostic, son médecin lui prescrit du paracétamol, lui présentant cette molécule comme un anti-inflammatoire alors qu'il s'agit en réalité d'un antalgique.